# 砑光
砑光，又称为压光，是中国古代一种传统技艺，指用光滑的大石块反复碾压或摩擦皮革、布匹、纸张等使其密实和光亮。砑光技艺在周朝就已出现，汉朝达到了相当高的水平，在长沙马王堆汉墓中就出土了一块经砑光处理过的麻布。